# Солотвине
Соло́твине —  село в Україні, в Шосткинській міській громаді Шосткинського району Сумської області. Населення становить 110 осіб.

## Географія
Село Солотвине знаходиться на відстані до 1 км від сіл Клишки, Великий Ліс і Заболотне. По селу протікає пересихаючий струмок.

## Символіка
На гербі зображений хліб з сіллю, три жовті ромби на чорному тлі, та сонце на синьому. Хліб з сіллю символізує гостинність місцевих мешканців, а сіль означає назву села (герб є промовистим). Чорний колір та три ромбоподібні торфові цеглинки - торфорозробки поблизу села, синій колір і сонце - краса місцевої природи. 

## Населення
Згідно з переписом УРСР 1989 року чисельність наявного населення села становила 217 осіб, з яких 85 чоловіків та 132 жінки.
За переписом населення України 2001 року в селі мешкало 110 осіб. 100 % населення вказало своєю рідною мовою українську мову.